# Mariano Cohn et Gastón Duprat
Mariano Cohn et Gastón Duprat sont deux cinéastes argentins, co-réalisateurs de plusieurs films. Tous deux sont natifs de la province de Buenos Aires : Mariano Cohn est né le 1er décembre 1975 à Villa Ballester, et Gastón Duprat est né le 8 décembre 1969 à Bahía Blanca. 

## Filmographie
- 2006 : Yo Presidente, documentaire sur les chefs d'État argentins depuis 1983
- 2008 : L'Artiste (El artista), comédie dramatique
- 2009 : L'Homme d'à côté (El hombre de al lado), thriller
- 2011 : Querida, voy a comprar cigarrillos y vuelvo, comédie dramatique
- 2016 : Citoyen d'honneur (El ciudadano ilustre), comédie dramatique
- 2017 : Un coup de maître (Mi obra maestra) (Gastón Duprat seul)
- 2019 : 4x4, film de survie (Mariano Cohn seul)
- 2021 : Compétition officielle (Competencia oficial)
- 2025 : Piégé (Locked) de David Yarovesky (producteurs délégués)

## Distinctions
- 2010 : Prix Sud du meilleur film et des meilleurs réalisateurs argentins pour L'homme d'à côté
- 2016 : Prix Vittorio Veneto à la Mostra de Venise
- 2017 : Goya du meilleur film ibéroaméricain pour Citoyen d'honneur